# Żyńy
Żyńy, właściwie Tomasz Woźniak (ur. 19 stycznia 1990) – polski producent muzyczny, gitarzysta, turntablista i multiinstrumentalista, obecnie zamieszkały w Warszawie. Ukończył instrumentalistykę (specjalność gitara jazzowa) na Akademii Muzycznej w Poznaniu im. Ignacego Jana Paderewskiego oraz studiował w Saint Louis College of Music w Rzymie. W roku 2019 wydał samodzielnie debiutancki album „Origins” (wydanie cyfrowe). W 2021 pod szyldem U Know Me Records ukazała się druga płyta artysty zatytułowana „Falling in blue” (wydanie cyfrowe).

## Dyskografia

### Albumy
- Falling in blue (2021, U Know Me Records)[5]
- Origins (2019)[4]

### Single
- You can use me (2021, U Know Me Records)
- I do (2021, U Know Me Records)[5]
- End of time (2019)
- History of a man (2019)[7]
- Atlanta (2019)